# حسن عفيفي
حسن عفيفي (19 سبتمبر 1942 - 15 ديسمبر 2019)، ممثل وراقص استعراض ورياضي مصري. وهو أشهر مصمم استعراضات في مصر والوطن العربي. ملقب بـ«ملك الاستعراضات والفوازير».

## عن حياته
تخرج في كلية العلوم بجامعة القاهرة عام 1962، ورغم اهتمامه بالنشاط الفني بالجامعة، فإنه بدأ مشواره الفني من البطولات الرياضية التي شارك فيها، من خلال القفز بالزانة، وحصل على عدة ميداليات ذهبية خلال مشاركته في دورة ألعاب البحر الأبيض المتوسط، بالإضافة لبطولات دولية أخرى في اليونان وألمانيا. انضم بعد ذلك إلى «فرقة رضا» عام 1965، ليصبح أحد مؤسسيها ثم نجومها فيما بعد، وأثناء ذلك خاض تجربة التمثيل التي بدأت بالصدفة في فيلم «إجازة نص السنة».

### حياته الأسرية
وتزوج من الفنانة هناء الشوربجي أثناء عمله بـ«فرقة رضا»، وأنجبا «هشام»، الذي تخرج في الأكاديمية البحرية، وياسمين، التي تخرجت في كلية الحقوق.

## وفاته
توفي يوم الأحد 15 ديسمبر 2019 بعد صراع مع المرض لمدة شهرين بأحد المستشفيات الخاصة.

## من أعماله
- صمم رقصات واستعراضات عشرات المسرحيات والأفلام والمسلسلات، وتعاون على مدى 3 عقود مع كبار النجوم أمثال نيللي وشريهان وسمير غانم في تقديم الفوازير وألف ليلة وليلة في شهر رمضان.
- ومن أشهر الفوازير التي قدمها «عروستي» و«الخاطبة» و«عالم ورق ورق» و«فطوطة» و«المناسبات» و«حول العالم».

## روابط خارجية
- حسن عفيفي على موقع قاعدة بيانات الأفلام العربية